# Nikolaj Vasil'evič Ovčinnikov
Nikolaj Vasil’evič Ovčinnikov, in russo Николай Васильевич Овчинников? (Mižuli, 14 ottobre 1918 – Čeboksary, 4 febbraio 2004), è stato un pittore, storico dell'arte e critico d'arte russo, di etnia ciuvascia, fu membro dell'Accademia delle Arti Ciuvascia nonché membro e insegnante dell'Accademia delle Arti di San Pietroburgo.

## Premi e riconoscimenti
- È stato insignito con l'Ordine della Guerra Patriottica (2 ° grado) e l'Ordine dell'Amicizia tra i Popoli (1978)
- Ha ricevuto il Premio di Stato della Repubblica Ciuvascia  nome di K.V. Ivanov (1975)
- Il suo nome è stato iscritto nel Libro d'Onore of Fame del Lavoro e Eroismo della Repubblica Autonoma Ciuvascia (1989)
- È stato premiato con una medaglia d'oro dell'Accademia Nazionale delle Scienze e delle Arti della Repubblica Ciuvascia (2002).